# Davallia canariensis

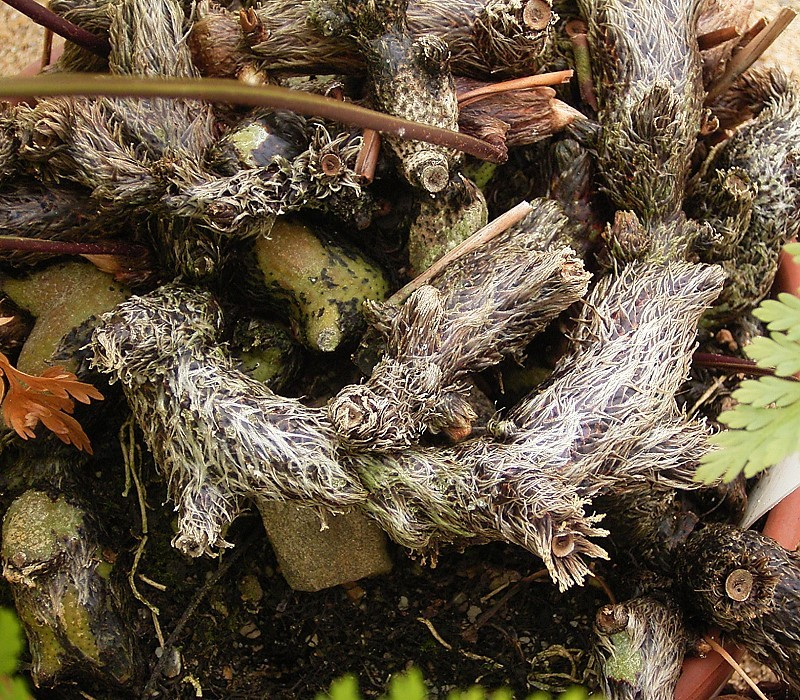
Rizoma

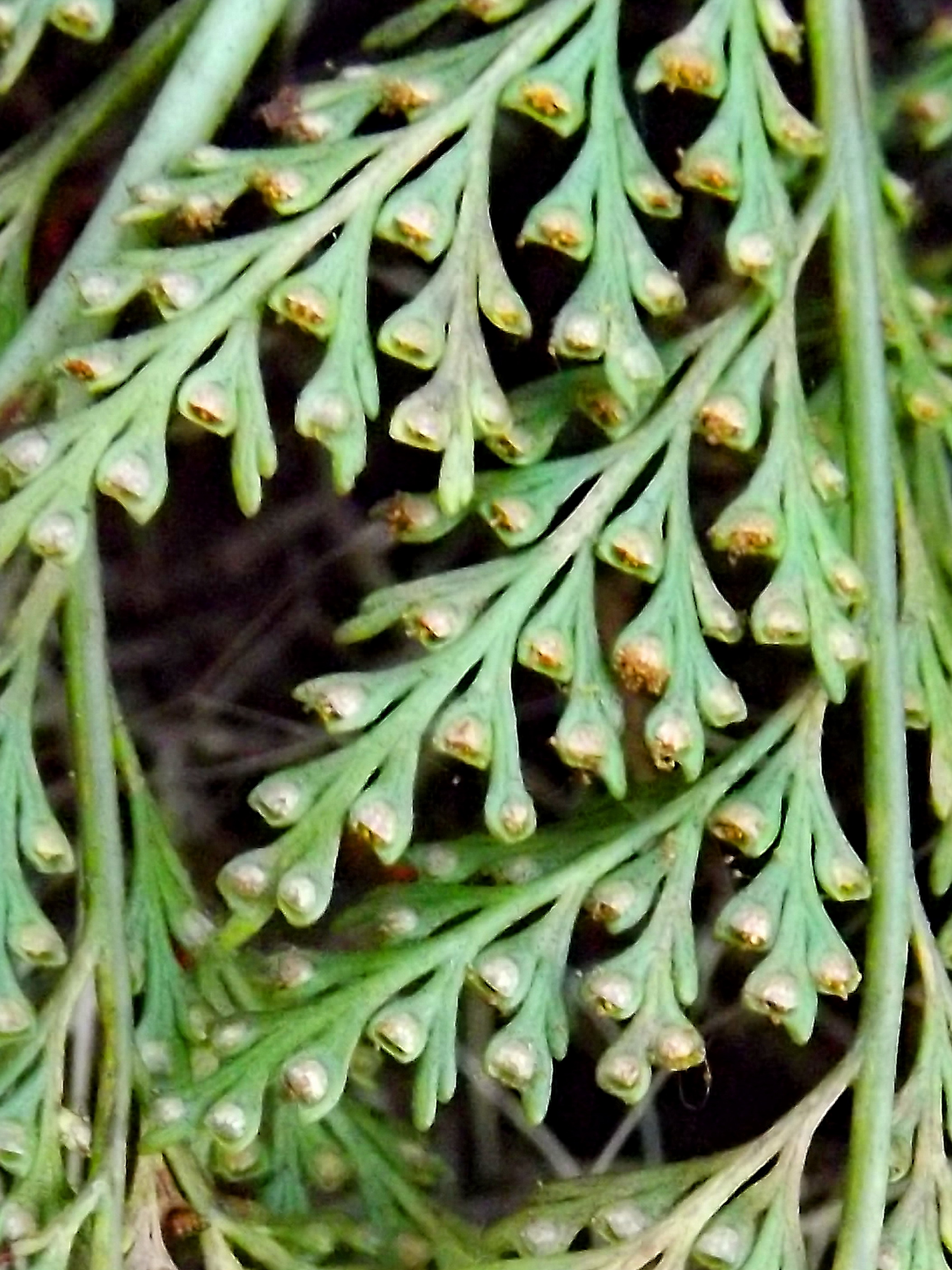
Espores

 Davallia canariensis  és una espècie de falguera isospòria vivaç de la família de les Davaliàcies.

## Descripció
És una falguera perenne, amb sorus arrodonits al revers de les frondes, i esporangis esferoïdals amb anell longitudinal. El seu rizoma arriba a fer fins a 15 cm. Frondes amb pecíol d'igual longitud que la làmina i de color castany, làmina tri o tetrapinnada.
Aquesta falguera sol viure de forma epífita però a vegades, en condicions d'humitat molt altes, pot ser trobada sobre pedres ("hàbit litòfit") o sobre el sòl ("hàbit terrestre").

## Distribució i hàbitat

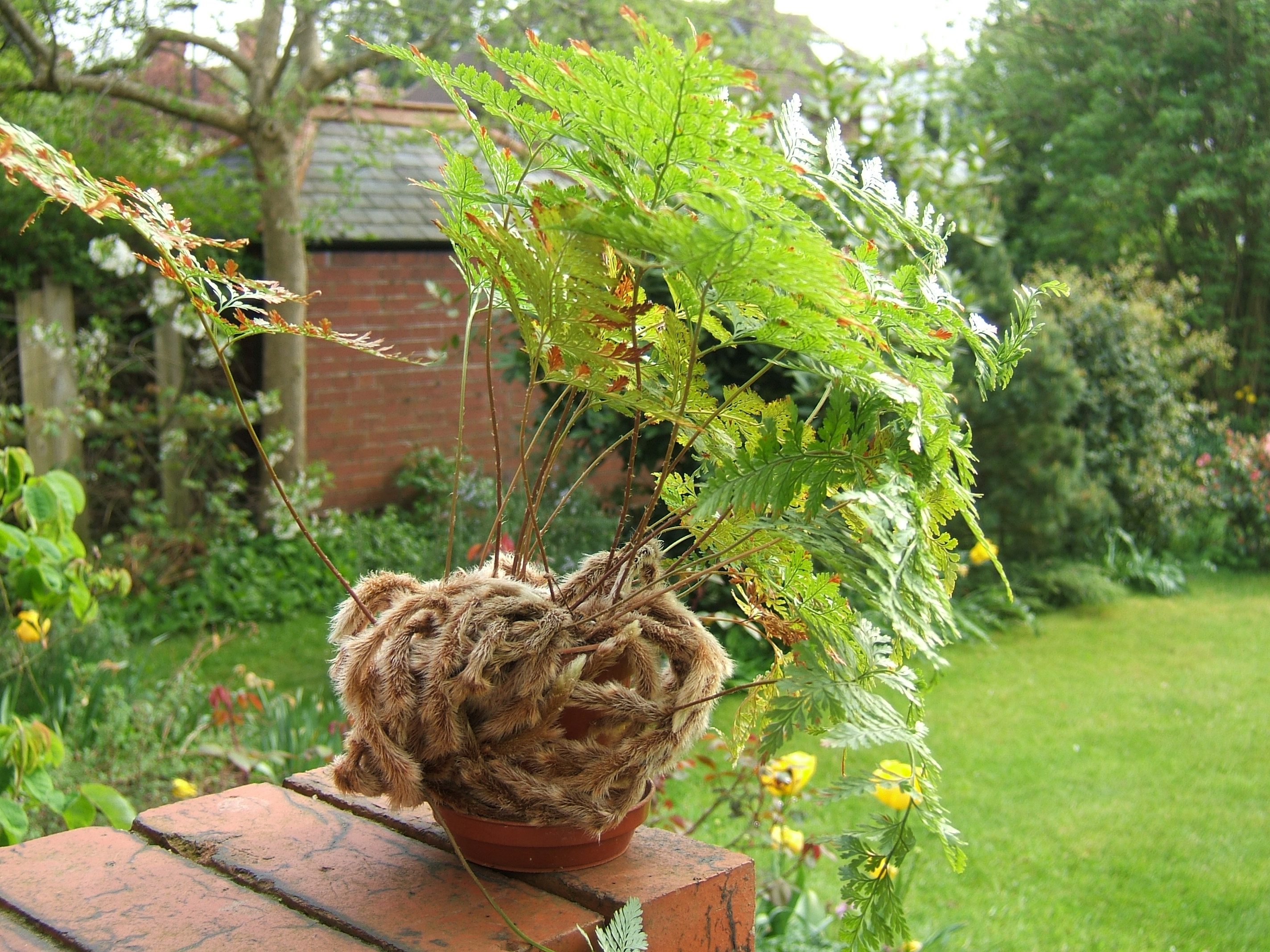
Davallia canariensis. Detall de l'hàbit. Exemplar cultivat.

La seva distribució comprèn Espanya (Canàries, Galícia, Principat d'Astúries i sud d'Andalusia), Portugal (oest de Portugal i Madeira) i Marroc.

## Propietats
És utilitzat com febrífug i sudorífic.

## Taxonomia
Davallia canariensis va ser descrita per (L.) Sm. i publicada a Mémoires de l'Académie Royale des Sciences de Turin 5: 414, t. 9, f. 6. 1793.

### Etimologia
- Davallia: nom genèric dedicat a Edmund Davall (1826-1900), botànic suec.
- canariensis: epítet geogràfic de l'arxipèlag canari, en el seu sentit més ampli, tot i que l'espècie no és exclusiva de les illes.

### Sinonímia
- Trichomanes canariense L.[3]